# Grace Verbeke
Grace Verbeke (Roeselare, 12 de novembre de 1984) és una ciclista belga professional del 2006 al 2014, i més tard des del 2017. Actualment milita a l'equip Lensworld-Kuota.

## Palmarès
- 2009
  - 1a al Tour féminin en Limousin i vencedor d'una etapa
- 2010
  -  Campiona de Bèlgica en contrarellotge
  - 1a al Tour de Flandes
  - 1a al Valkenburg Hills Classic
- 2011
  - 1a a la Dwars door de Westhoek